# Chris Conner
Chris Ryan Conner, född 23 december 1983, är en amerikansk professionell ishockeyspelare som tillhör NHL-organisationen Philadelphia Flyers och spelar för deras primära samarbetspartner Lehigh Valley Phantoms i American Hockey League (AHL). Han har tidigare spelat på NHL-nivå för Dallas Stars, Detroit Red Wings, Phoenix Coyotes, Pittsburgh Penguins och Washington Capitals och på lägre nivåer för Iowa Stars, Peoria Rivermen, Wilkes-Barre/Scranton Penguins, Grand Rapids Griffins, Portland Pirates och Hershey Bears i AHL och Michigan Tech Huskies (Michigan Technological University) i National Collegiate Athletic Association (NCAA).
Conner blev aldrig draftad av något lag.

## Statistik
| 2000–2001   | Chicago Freeze                 | NAHL        | 56  | 17  | 28  | 45  | 18  | —  | — | — | —  | — |
| 2001–2002   | Chicago Freeze                 | NAHL        | 30  | 18  | 15  | 33  | 30  | —  | — | — | —  | — |
|             | Detroit Compuware              | NAHL        | 19  | 4   | 9   | 13  | 23  | —  | — | — | —  | — |
| 2002–2003   | Michigan Tech Huskies          | NCAA        | 38  | 13  | 24  | 37  | 8   | —  | — | — | —  | — |
| 2003–2004   | Michigan Tech Huskies          | NCAA        | 38  | 25  | 14  | 39  | 12  | —  | — | — | —  | — |
| 2004–2005   | Michigan Tech Huskies          | NCAA        | 37  | 14  | 10  | 24  | 6   | —  | — | — | —  | — |
| 2005–2006   | Michigan Tech Huskies          | NCAA        | 38  | 17  | 12  | 29  | 18  | —  | — | — | —  | — |
|             | Iowa Stars                     | AHL         | 15  | 2   | 3   | 5   | 0   | 7  | 1 | 1 | 2  | 2 |
| 2006–2007   | Dallas Stars                   | NHL         | 11  | 1   | 2   | 3   | 4   | —  | — | — | —  | — |
|             | Iowa Stars                     | AHL         | 48  | 19  | 18  | 37  | 24  | 12 | 2 | 5 | 7  | 2 |
| 2007–2008   | Dallas Stars                   | NHL         | 22  | 3   | 2   | 5   | 6   | 1  | 0 | 0 | 0  | 0 |
|             | Iowa Wild                      | AHL         | 55  | 13  | 26  | 39  | 17  | —  | — | — | —  | — |
| 2008–2009   | Dallas Stars                   | NHL         | 38  | 3   | 10  | 13  | 10  | —  | — | — | —  | — |
|             | Peoria Rivermen                | AHL         | 30  | 16  | 12  | 28  | 10  | —  | — | — | —  | — |
| 2009–2010   | Pittsburgh Penguins            | NHL         | 8   | 1   | 2   | 3   | 0   | 1  | 0 | 0 | 0  | 0 |
|             | Wilkes-Barre/Scranton Penguins | AHL         | 59  | 19  | 37  | 56  | 21  | 4  | 2 | 2 | 4  | 2 |
| 2010–2011   | Pittsburgh Penguins            | NHL         | 60  | 7   | 9   | 16  | 10  | 7  | 1 | 0 | 1  | 0 |
|             | Wilkes-Barre/Scranton Penguins | AHL         | 11  | 3   | 6   | 9   | 2   | —  | — | — | —  | — |
| 2011–2012   | Detroit Red Wings              | NHL         | 8   | 1   | 2   | 3   | 0   | —  | — | — | —  | — |
|             | Grand Rapids Griffins          | AHL         | 57  | 16  | 37  | 53  | 22  | —  | — | — | —  | — |
| 2012–2013   | Phoenix Coyotes                | NHL         | 12  | 1   | 1   | 2   | 2   | —  | — | — | —  | — |
|             | Portland Pirates               | AHL         | 60  | 13  | 27  | 40  | 28  | 1  | 0 | 1 | 1  | 2 |
| 2013–2014   | Pittsburgh Penguins            | NHL         | 19  | 4   | 1   | 5   | 2   | —  | — | — | —  | — |
|             | Wilkes-Barre/Scranton Penguins | AHL         | 17  | 6   | 5   | 11  | 8   | —  | — | — | —  | — |
| NHL totalt  | NHL totalt                     | NHL totalt  | 178 | 22  | 28  | 50  | 34  | 9  | 1 | 0 | 1  | 0 |
| AHL totalt  | AHL totalt                     | AHL totalt  | 352 | 107 | 171 | 278 | 132 | 24 | 5 | 9 | 14 | 8 |
| NCAA totalt | NCAA totalt                    | NCAA totalt | 151 | 69  | 60  | 129 | 44  | —  | — | — | —  | — |